# Општина Плешоју (Олт)
Плешоју (рум. Pleşoiu) општина је у Румунији у округу Олт.
Oпштина се налази на надморској висини од 134 m.